# 46 a.C.
Il 46 a.C. (XLVI a.C. in numeri romani) è un anno  del I secolo a.C.

## Nota
Il 46 a.C. durò 445 o, secondo altre fonti, 446 giorni. Essendo l'ultimo anno prima dell'introduzione del Calendario giuliano si rese infatti necessaria l'introduzione di 67 giorni (oltre alla consueta introduzione del mercedonio dopo la metà di febbraio, che aggiungeva 22 o 23 giorni ad anni alterni) per compensare gli errori accumulati in passato e riportare l'equinozio primaverile al 25 marzo. Allo scopo furono aggiunti due mesi fra novembre e dicembre, uno di 33 giorni e l'altro di 34, motivo per cui il 46 a.C. fu soprannominato annus confusionis ("l'anno della confusione").

## Eventi
- 6 aprile - Battaglia di Tapso (Thapsus)- Gaio Giulio Cesare arma la sua Legio V Alaudae con delle assi e comanda ai legionari di colpire le zampe degli elefanti sconfiggendo l'esercito pompeiano di Metello Scipione in Nordafrica;
- Giulio Cesare viene nominato Dittatore per 10 anni, l'anno seguente (45 a.C.) viene nominato Dittatore e Console a vita e chiamato Padre della Patria (Pater Patriae);
- Viene promulgato da Giulio Cesare il Calendario giuliano (vedi anche Giorno giuliano), entrato in vigore l'anno successivo (45 a.C.). A causa di ciò è ricordato come "l'ultimo anno di confusione";
- Circo Massimo - Gaio Giulio Cesare inizia a far costruire i primi sedili in muratura e a dare la forma definitiva all'edificio;
- Marco Terenzio Varrone riesce a recuperare le sue proprietà dopo la guerra civile, Giulio Cesare gli affida l'incarico di allestire una grande biblioteca;
- Marco Tullio Cicerone scrive le opere retoriche Brutus e 'Orator; l'orazione Pro Marcello e l'opera filosofica Paradoxa Stoicorum;
- Sallustio sposa Terenzia divorziata da Cicerone;
- Viene ultimato il De bello civili di Giulio Cesare;
- Fori Imperiali costituiscono una serie di piazze monumentali edificate nel corso di un secolo e mezzo (tra il 46 a.C. e il 113 d.C.) nel cuore della città di Roma dagli imperatori. In quest'anno Giulio Cesare decise di costruire una grande piazza a suo nome (Foro di Cesare), che fu inaugurata nello stesso anno (probabilmente ancora incompleta e fu terminata poi da Augusto);
- Arles diventa colonia romana accogliendo i veterani della Legione VI e il suo porto fluviale si sviluppò, insieme allo sfruttamento del suo fertile territorio;
- Viene inaugurata la Basilica Giulia a Roma (vedi Basiliche civili dell'antica Roma);
- Marco Giunio Bruto – ottenuto il perdono di Cesare diviene governatore della Gallia, fu uno degli assassini di Giulio Cesare (44 a.C.);
- Cleopatra si trasferisce a Roma con il figlio appena nato e vi rimane fino alla morte di Cesare;

## Nati
- Cornelia Scipione, nobildonna romana († 16 a.C.)

## Morti
- 12 aprile - Marco Porcio Catone Uticense, politico, militare e scrittore romano (n. 95 a.C.)
- 26 settembre - Vercingetorige, principe e condottiero gallo (n. 82 a.C.)
- Lucio Afranio, politico e generale romano
- Quinto Cecilio Metello Pio Scipione Nasica, senatore e militare romano
- Gaio Considio Longo, politico e militare romano
- Fausto Cornelio Silla, militare romano (n. 86 a.C.)
- Giuba I, sovrano (n. 85 a.C.)
- Sesto Giulio Cesare, politico romano
- Mitridate I del Bosforo, sovrano
- Lucio Nasidio, ammiraglio romano
- Marco Petreio, generale romano (n. 110 a.C.)